# ساژدنیک
ساژدنیک (به بلغاری: Sazhdenik) یک منطقهٔ مسکونی در بلغارستان است که در شهرستان کیوستندیل واقع شده‌است.